# Wooldhuis

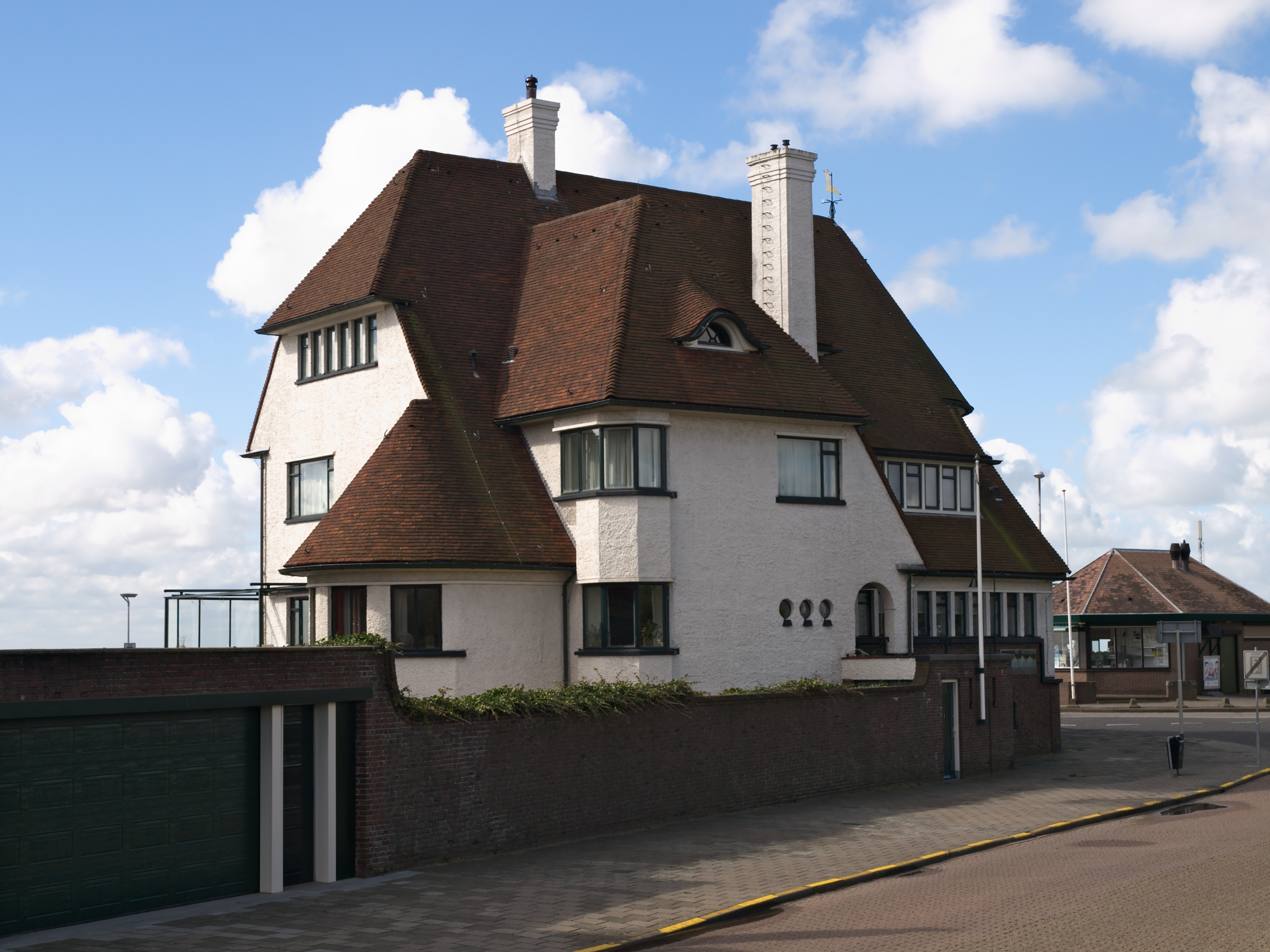
Wooldhuis

Het Wooldhuis is een monumentale villa op de kop van de Boulevard Evertsen in Vlissingen,  in de Nederlandse provincie Zeeland. De villa is in 1931-1932 gebouwd naar een ontwerp van architect Dirk Roosenburg, in opdracht van de Vlissingse burgemeester C.A. van Woelderen. Het ensemble bestaande uit Wooldhuis, de aangrenzende tuin en tuinmuur en de bijbehorende dienstwoningen Waailust en De Zandlooper zijn sinds 1997 rijksmonument.

## Ontwerp en bouw
De stijl waarin het Wooldhuis is gebouwd, is een combinatie van expressionisme, Engelse landhuisstijl en functionalisme. Burgemeester Van Woelderen gaf opdracht tot de bouw van de woning, nadat zijn echtgenote onverwachts een aanmerkelijke som geld had geërfd. Een deel van de erfenis bestemde het burgemeestersechtpaar om Vlissingen te verfraaien. Zo werd, mede ter bestrijding van de werkloosheid, het Wooldhuis gebouwd en de in 1936 geopende wandelpier die enkele jaren later door oorlogsgeweld werd vernield. Van Woelderen verzocht zijn jachtvriend en architect Dirk Roosenburg het ontwerp te maken. De villa werd gebouwd aan het einde van de boulevard waar toen nog een duin was. Roosenburg bedacht de karakteristieke ronding van het Wooldhuis om ervoor te zorgen dat er niet meer verder gebouwd zou worden aan de boulevard. Aan de andere kant van de tuin van het Wooldhuis ontwierp Roosenburg twee dienstwoningen: Waailust, genoemd naar Van Woelderens chauffeur Piet Way, aan de landzijde van de boulevard en De Zandlooper, bestemd voor de havendirecteur, aan de zeezijde.
De eerste steen werd gelegd op 20 augustus 1931 door burgemeestersdochter Helene van Woelderen. Eind mei 1932 was de bouw van het Wooldhuis voltooid en kreeg de Vlissingse bevolking de gelegenheid het pand te bezichtigen. Een week later nam het gezin Van Woelderen officieel haar intrek in het Wooldhuis. Ook aan de afwerking van de villa werden hoge eisen gesteld. De gebrandschilderde ramen met vliegende zeevogels werden getekend door de schilder A.M. Luyt – een zwager van architect Roosenburg. Voor de halfronde eetkamer ontwierp Frits Lensvelt een lotuslamp.
De tuin tussen het Wooldhuis en de dienstwoningen De Zandlooper en Waailust werd ontworpen door Mien Ruys, die een week in het Wooldhuis logeerde om het ontwerp te maken. In overleg met burgemeestersvrouw Cecile van Woelderen-Sprenger voorzag het tuinplan in een kleine broeikas voor het kweken van orchideeën en een vijver. Onder de beroemde gasten die in het Wooldhuis werden ontvangen, bevond zich ook Prins Hendrik die in 1933 incognito een bezoek aan burgemeester Van Woelderen bracht.
Tijdens de Tweede Wereldoorlog liep het Wooldhuis grote schade op. Een deel van deze oorlogsschade is nog steeds zichtbaar op de begane grond van het pand waar granaatscherven het metselwerk beschadigden. Na de oorlog werd het Wooldhuis gerepareerd en opgeknapt, van een grondige restauratie was echter nog geen sprake. Burgemeester Van Woelderen bleef na de bevrijding van Vlissingen in november 1944 weliswaar nog enige tijd burgemeester, maar hij zou niet meer zijn intrek in het Wooldhuis nemen. Het pand was bewoonbaar en bood onderdak aan enkele door de oorlog dakloos geworden Vlissingse families. In 1947 kreeg het pand een tijdelijke bestemming als gastenhuis van de Koninklijke Maatschappij De Schelde. In 1954 werd het door de scheepsbouwer afgestoten. Een dierenarts uit Kruiningen kocht het Wooldhuis, inclusief Waailust en De Zandlooper voor 65.000 gulden. In 1974 kwam het Wooldhuis in bezit van de familie Lemstra die tot 1993 eigenaar bleef.

## Bedreiging en restauratie
In 1993 was de eigenaar van het Wooldhuis voornemens het pand, dat al sinds 1988 te koop stond, te verkopen aan een projectontwikkelaar die het wilde slopen en er een futuristisch appartementencomplex voor in de plaats wilde zetten. Vanuit de Vlissingse bevolking ontstond verzet dat georganiseerd werd in de ‘Stichting Wooldhuis Vlissingen’ die zich sterk maakte voor het behoud van de drie-eenheid Wooldhuis, Waailust en De Zandlooper. Een op het nippertje aangevraagde monumentenstatus werd in februari 1997 door de staatssecretaris van Onderwijs, Cultuur en Wetenschappen gehonoreerd en sindsdien zijn het Wooldhuis, Waailust en De Zandlooper en de ommuurde tuin beschermd rijksmonument. Enkele jaren later kocht Johan van der Werf, de inmiddels oud-topman van Aegon, het Wooldhuis aan. In de jaren 1997-1999 liet hij het pand aan zowel binnen- als buitenzijde grondig restaureren. Momenteel gebruikt hij de statige villa als zomerwoning.